# Richárd Nagy
Richárd Nagy (Želiezovce, 9 de marzo de 1993) es un deportista eslovaco que compitió en natación. Ganó una medalla de plata en el Campeonato Europeo de Natación de 2016, en la prueba de 400 m estilos.

## Palmarés internacional
| Campeonato Europeo | Campeonato Europeo    | Campeonato Europeo | Campeonato Europeo |
| Año                | Lugar                 | Medalla            | Prueba             |
| ------------------ | --------------------- | ------------------ | ------------------ |
| 2016               | Londres (Reino Unido) | Medalla de plata   | 400 m estilos      |